# Lakhtekeh
Lakhtekeh (persiska: لختکه, Lakhtekī) är en ort i Iran.   Den ligger i provinsen Gilan, i den nordvästra delen av landet, 240 km nordväst om huvudstaden Teheran. Lakhtekeh ligger 41 meter över havet och antalet invånare är 432.
Terrängen runt Lakhtekeh är platt. Runt Lakhtekeh är det ganska tätbefolkat, med 111 invånare per kvadratkilometer. Närmaste större samhälle är Fūman, 7,7 km nordväst om Lakhtekeh. Trakten runt Lakhtekeh består till största delen av jordbruksmark.